# Newtonring

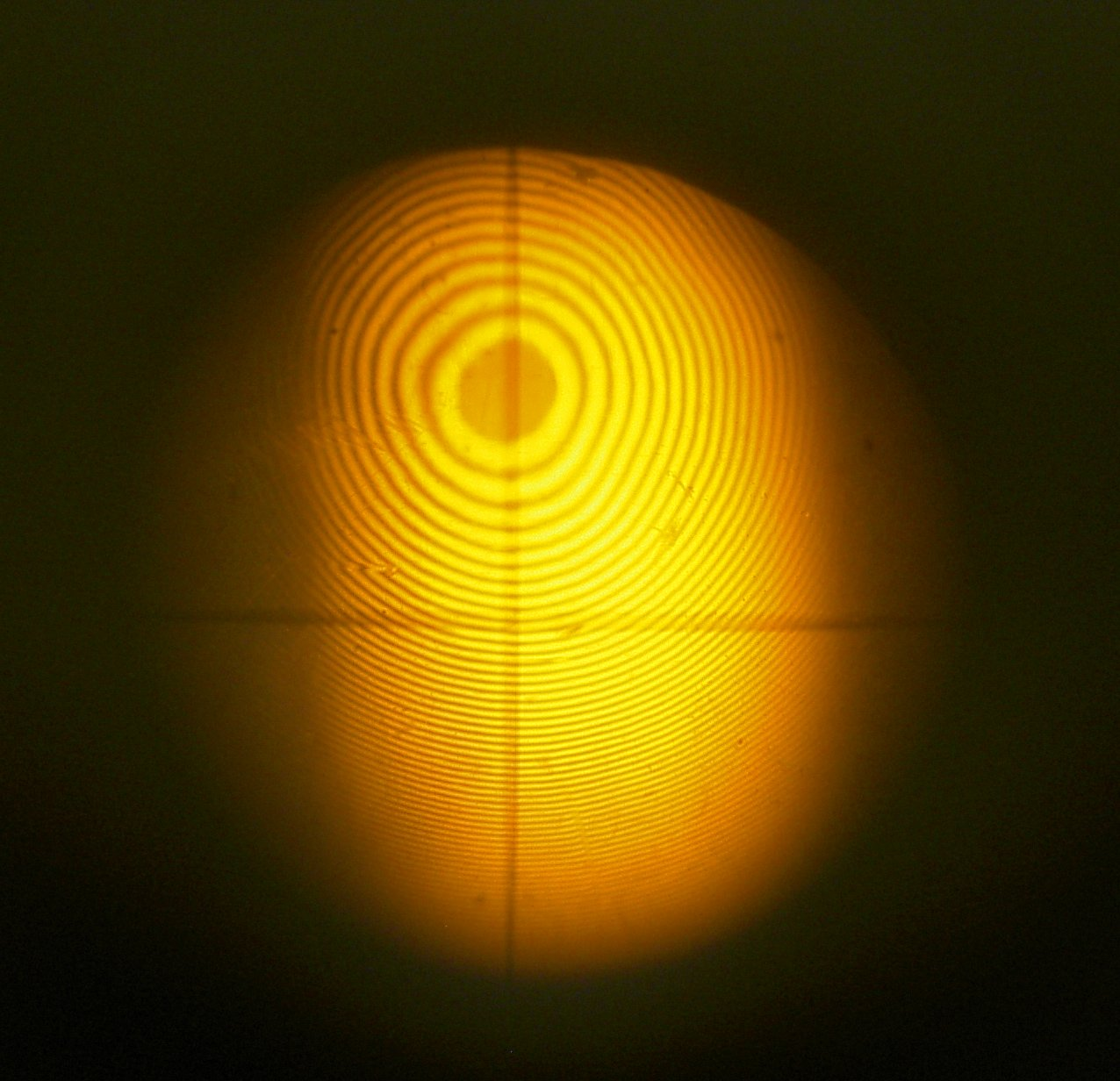
Newtonringen in één kleur licht

Experimentele opstelling: een bolle lens op een vlakke plaat.

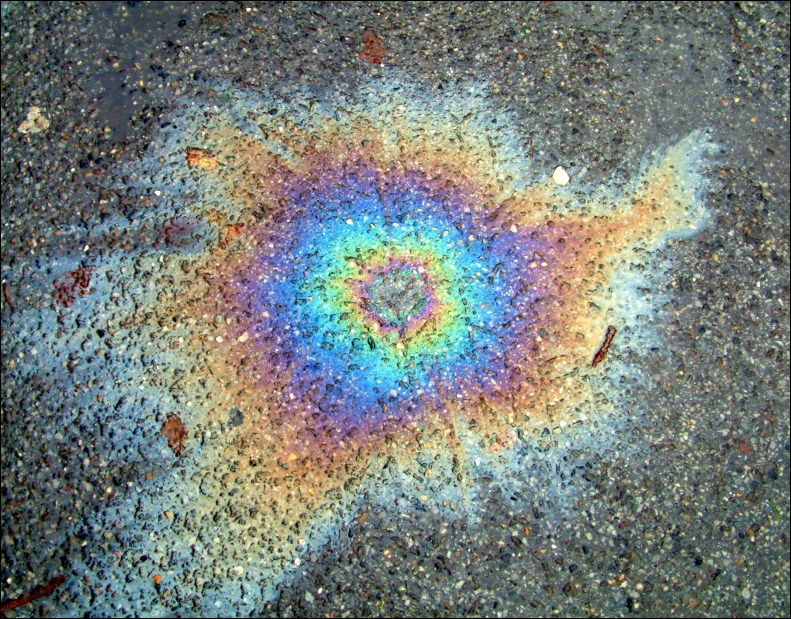
Newtonringen in meer kleuren in olie door opvallend wit licht. Elke kleur licht krijgt in principe zijn eigen stel Newtonringen. In rood en in blauw zien we er twee, dus voor N = 1 en N = 2, zie formule.

Newtonringen zijn ringen die ontstaan door interferentie van licht dat weerkaatst wordt tussen twee oppervlakken die slechts een kleine, maar wel variërende afstand tot elkaar hebben.
Newtonringen zijn in het dagelijks leven vooral zichtbaar bij een dunne laag olie op straat die door de zon beschenen wordt. Het binnenste deel van de laag olie is over het algemeen wat dikker. 
Een ander voorbeeld is te zien bij tussen glasplaatjes ingeraamde dia’s. Het dunne luchtlaagje dat ertussen zit, is niet overal even dik en leidt tot het ontstaan van gekleurde ringen en vlekken.
Het verschijnsel is vernoemd naar Isaac Newton die het als eerste analyseerde. De vroegste omschrijving komt uit het boek Micrographia van Robert Hooke gepubliceerd in 1664.

## Wiskundige beschrijving
Voor de straal {\displaystyle r_{N}} van de Nde heldere Newtonring geldt
{\displaystyle r_{N}=\left[\left(N-{1 \over 2}\right){\frac {\lambda _{0}}{n_{f}}}R\right]^{1/2}}
met 
N = 1, 2, 3... het rangnummer van de heldere ring geteld van binnenuit;
R de kromtestraal van de bolle lens;
{\displaystyle \lambda _{0}} de golflengte van het gebruikte licht in vacuüm en
{\displaystyle n_{f}} de brekingsindex van het medium tussen de plaat en de lens.